# Кулічкова Єлизавета Дмитрівна
Кулічкова Єлизавета Дмитрівна (нар. 12 квітня 1996) — колишня російська тенісистка.
Найвищу одиночну позицію світового рейтингу — 87 місце досягла 22 лютого 2016, парну — 312 місце — 18 квітня 2016 року.
Здобула 7 одиночних титулів туру ITF.
Найвищим досягненням на турнірах Великого шолома було 3 коло в одиночному розряді.

## Фінали ITF

### Одиночний розряд: 9 (7–2)
| Легенда          |
| ---------------- |
| турніри $100,000 |
| турніри $75,000  |
| турніри $50,000  |
| турніри $25,000  |
| турніри $10,000  |

| Фінали за покриттям |
| ------------------- |
| Тверде (5–2)        |
| Ґрунт (2–0)         |
| Трава (0–0)         |
| Килим (0–0)         |

| Результат | W–L | Дата     | Турнір                          | Рівень | Покриття | Суперниця             | Рахунок       |
| --------- | --- | -------- | ------------------------------- | ------ | -------- | --------------------- | ------------- |
| Перемога  | 1–0 | Кві 2012 | ITF Анталія, Туреччина          | 10,000 | Тверде   | Даліла Якупович       | 7–5, 6–2      |
| Поразка   | 1–1 | Кві 2013 | Lale Cup Istanbul, Туреччина    | 50,000 | Тверде   | Донна Векич           | 4–6, 6–7(4)   |
| Перемога  | 2–1 | Лип 2013 | ITF Стамбул, Туреччина          | 25,000 | Тверде   | Катерина Козлова      | 6–3, 4–6, 6–0 |
| Перемога  | 3–1 | Гру 2013 | ITF Гонконг, КНР                | 25,000 | Тверде   | Заріна Діяс           | 6–2, 6–2      |
| Поразка   | 3–2 | Січ 2014 | Burnie International, Австралія | 50,000 | Тверде   | Еґуті Міса            | 6–4, 2–6, 3–6 |
| Перемога  | 4–2 | Чер 2014 | ITF Ленцергайде, Швейцарія      | 25,000 | Ґрунт    | Луїза Чиріко          | 7–5, 6–2      |
| Перемога  | 5–2 | Жов 2014 | ITF Бангкок, Таїланд            | 25,000 | Тверде   | Леслі Керкгове        | 6–1, 6–0      |
| Перемога  | 6–2 | Бер 2015 | Blossom Cup, КНР                | 50,000 | Тверде   | Олена Остапенко       | 6–1, 5–7, 7–5 |
| Перемога  | 7–2 | Лип 2016 | ITS Cup, Чехія                  | 50,000 | Ґрунт    | Катерина Олександрова | 4–6, 6–2, 6–1 |

### Парний розряд: 1 (runner–up)
| Легенда          |
| ---------------- |
| турніри $100,000 |
| турніри $75,000  |
| турніри $50,000  |
| турніри $25,000  |
| турніри $10,000  |

| Фінали за покриттям |
| ------------------- |
| Тверде (0–0)        |
| Ґрунт (0–0)         |
| Трава (0–0)         |
| Килим (0–1)         |

| Результат | W–L | Дата     | Турнір            | Рівень | Покриття  | Партнерка         | Суперниці                          | Рахунок     |
| --------- | --- | -------- | ----------------- | ------ | --------- | ----------------- | ---------------------------------- | ----------- |
| Поразка   | 0–1 | Лис 2013 | ITF Буча, Україна | 25,000 | Килим (i) | Ангеліна Калініна | Сопія Шапатава Анастасія Васильєва | 6–7(4), 2–6 |

## Фінали юніорських турнірів Великого шлема

### Одиночний розряд серед дівчат: 1 (титул)
| Результат | Рік  | Турнір                                 | Покриття | Суперниця | Рахунок  |
| --------- | ---- | -------------------------------------- | -------- | --------- | -------- |
| Перемога  | 2014 | Відкритий чемпіонат Австралії з тенісу | Тверде   | Яна Фетт  | 6–2, 6–1 |

### Дівчата, парний розряд: 1 (титул)
| Результат | Рік  | Турнір                                 | Покриття | Партнерка         | Суперниці                   | Рахунок  |
| --------- | ---- | -------------------------------------- | -------- | ----------------- | --------------------------- | -------- |
| Перемога  | 2014 | Відкритий чемпіонат Австралії з тенісу | Тверде   | Ангеліна Калініна | Кейті Баултер Івана Йорович | 6–4, 6–2 |